# Čížovka (rozhledna)
Čížovka je rozhledna, která se nachází jižně obce Čížovka v okrese Mladá Boleslav v nadmořské výšce 320 m.

## Historie rozhledny
Výstavba rozhledny započala již v roce 2012. Problémy s pozemky po novele občanského zákoníku, nepřidělení dotací a zánik společnosti, která byla dodavatelem stavebních prací byly důvodem dokončení výstavby až v roce 2017. Slavnostní otevření proběhlo 28. února 2017. Zajímavostí rozhledny jsou dva vysunuté balkony z vyhlídkové plošiny ve čtvrtém patře, které mají zcela prosklenou průhlednou podlahu.

## Přístup
Rozhledna se nachází přímo u silnice Malobratřice - Čížovka (odbočka ze silnice II/268). Nejbližší zastávka autobusu je asi 300 m směrem na Kamenici. Po přilehlé silnici vede cykloturistická trasa č. 8150. Rozhledna je otevřena od dubna do listopadu.[zdroj?]

## Výhled
Na severu Český ráj s výrazným vrchem Mužský, hrady Bezděz, Trosky, zámek Humprecht, na severovýchodě Krkonoše, na opačné straně město Mladá Boleslav.